# Peter van Hurk
Peter van Hurk (født ca. 1697, død 16. oktober 1775 i København) var en dansk-nederlandsk handelsmand.
Van Hurk blev som en med Kinahandelen velkendt mand indkaldt i 1730 fra De Forenede Nederlande for at fare som 1. supercargo på skibet Kronprins Christian. Det heldige udfald af denne rejse indledede vor indbringende handel på Kina og bidrog meget til oprettelsen af Asiatisk Kompagni. Van Hurk lagde herved også selv grunden til en formue og kunne allerede ved hjemkomsten som interessent deltage i dettes oprettelse i 1732 og siden i Kurantbankens i 1736. I begge disse vigtige institutioner valgtes han ind i bestyrelsen, i Asiatisk Kompagni som hovedparticipant i 1732-45, som direktør i 1745-54 og i banken som bankkommissarius næsten uden afbrydelse fra i 1739-74. Van Hurk trådte i 1744 i svogerskabsforhold til sine ansatte og virksomme kolleger i nævnte direktioner Just og Michael Fabritius ved at ægte deres søster Barbara Maria (f. 1704, d. 3. maj 1775), der var enke efter vinhandler i København Helvig Abbestée. Ved hende blev han stedfader til guvernør Hermann Abbestée. Van Hurk blev i 1733 kommerceråd, i 1749 agent med rang af justitsråd, i 1753 etatsråd og døde i København 16. oktober 1775 i sit 79. år. Af sin formue, hvortil henregnedes hans gård i Bredgade og en ejendom i Lyngby, testamenterede han fjerdedelen til lige deling mellem katolske, lutherske og reformerte fattige.